# Körtel

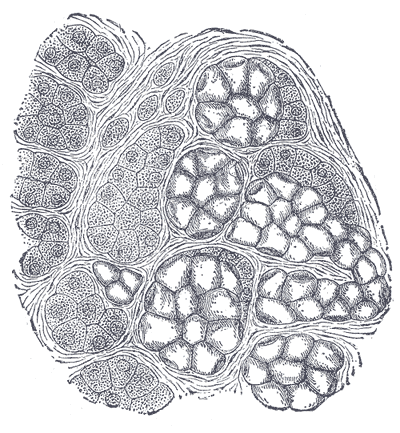
Mänsklig (submaxillär) körtel. Till höger syns en grupp mukösa alveoli, till vänster en grupp serösa alveoli.

En körtel är ett organ som producerar ämnen, sekret, som utsöndras till omgivningen. Det kan till exempel vara hormoner, som sprids i små mängder i hela organismen. Andra körtlar utsöndrar ämnen som bryter ned maten i matsmältningskanalen. 

## Tre typer
Det finns tre typer av körtlar/utsöndringsmekanismer:
- Merokrina körtlar, exempelvis svettkörteln, utsöndrar ämnen genom exocytos.
- Apokrina körtlar, sekretet utsöndras genom att det omges av en del av cellmembranet som sedan knoppas av från cellen, exempelvis som i fallet vid utsöndring av fetter med bröstmjölken.
- Holokrin sekretion, innebär att körtelcellerna producerar stora mängder av ämnet som skall sekreteras. Ämnet lagras i cytoplasman, och när cellen dör kommer den att stötas ut tillsammans med sitt innehåll. Detta sker exempelvis i talgkörtlarna.

En särskild form av körtlar är vidare endokrina körtlar som är hormonproducerande.

## Sekretets destination

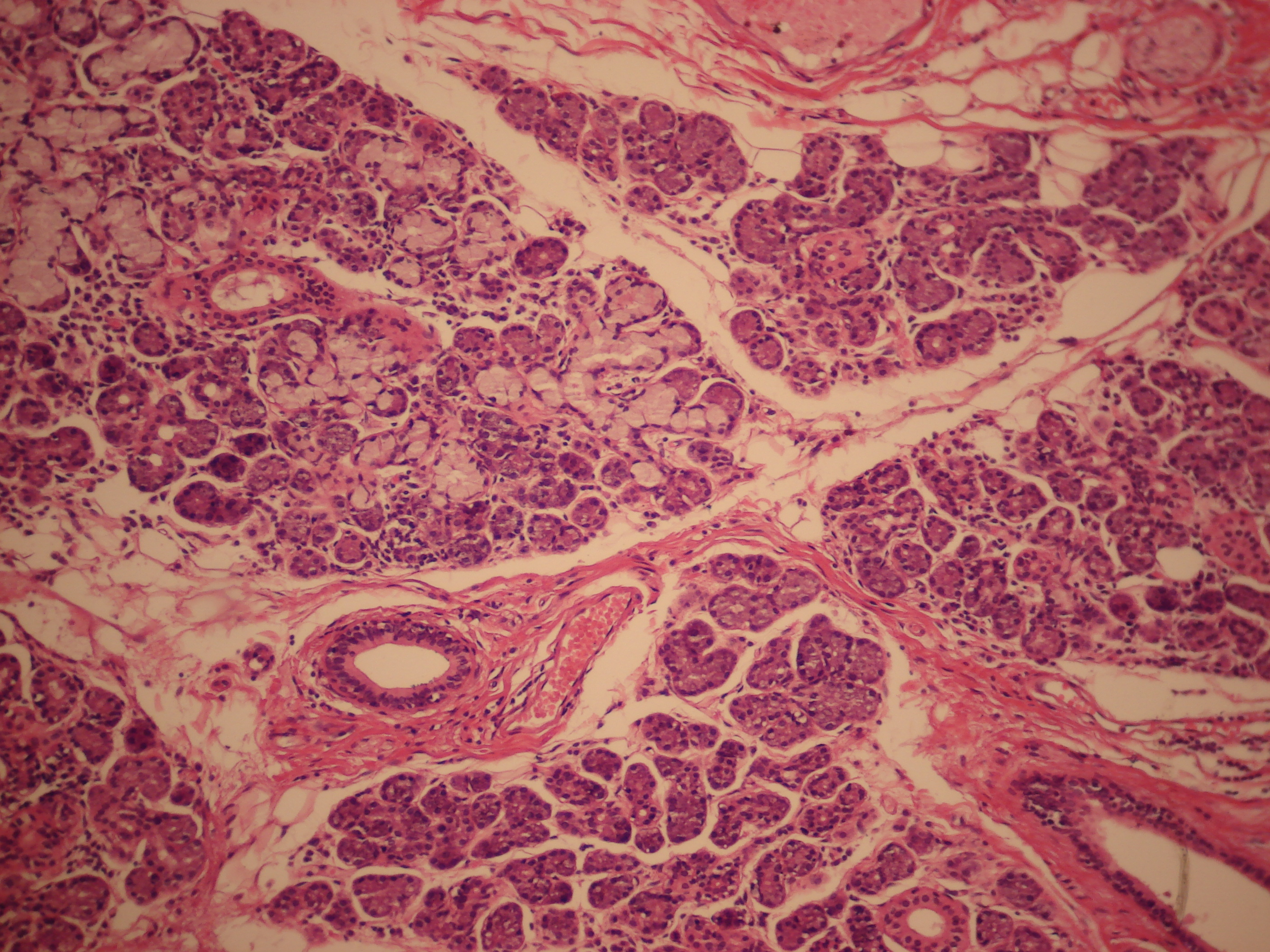
Glandula submandibularis är en av de tre spottkörtlarna.

Exokrina körtlar har förbindelser, genom gångar eller porer, till en epitelyta som hos svett- och spottkörtlarna. Endokrina körtlar förbinds direkt med blodet, deras sekret kallas för hormoner. Till dessa körtlar hör pancreas, binjurarna och thyroidea.

## Morfologi
Körtlarnas form kan variera, de kan vara raka (colon), krökta (svettkörtlar) eller grenade (gasters pylorus).

## Sekret
De exokrina körtlarna utsöndrar sekret som indelas i muköst (som är slemmigt och smörjer ytor, som exempelvis surfaktant i lungorna) och seröst (vattnigt, som i pleuran). Endokrina körtlar utsöndrar hormoner.

## Körtlar hos växter
Det finns flera typer av körtlar hos växter, inklusive nektarier ("honungskörtlar") och doftkörtlar.
Glandel är en liten, rundad körtel på växter. Den avsöndrar eller innehåller oljor, hartser eller liknande.